# 어게인 (강풀의 만화)
어게인은 2009년 7월부터 대한민국의 만화가 강풀이 다음 만화속세상에 연재하고 있는 만화로 타이밍의 전 주인공들과 시간을 거스른 자들인 어게인들과의 대결과 관련된 이야기이다. 주인공은 전 타이밍의 주인공 박자기, 김영탁, 강민혁, 장세윤과 어게인 박태민, 나성윤, 홍철호 등이 나온다.  아파트, 타이밍, 이웃사람 후기 등 미심썰 시리즈에 연이어 나온 양성식 형사도 나온다.

## 줄거리
이 작품은 강풀의 <타이밍> 의 외전이므로  <타이밍> 을 보지 않으신 분은 다소 이해가 안 가는 부분이 있을 수 있습니다.
1부 어게인
1970년 4월 8일 서울 와우아파트 붕괴 참사때 태어난 40세 중년 박태민은 강원도 지역에서 갑작스런 교통사고를 당한다. 그러던 중 목소리로 상대를 죽이는 저승사자 주민호를 만나 의문스러운 말을 듣게 되고 결국 혼자 살 길을 찾다가 우연히 구급차를 탄다. 그곳에서 같이 있는 산모를 살해해 수명을 연장시키는 데 성공한 박태민은 3개월 후 저승사자 주민호를 찾아내 살해하고 강제로 그 능력을 받아낸다. 그리고 조폭 홍철호(1977년 11월 11일 이리역 폭발 사고), 싸이코패스 권영욱(1973년 8월 18일 광진교 버스 추락 사고), 폭발물 제조자 나성윤(1981년 5월 14일 경산 열차 추돌 사고), 의사 김경학(1970년 12월 15일 남영호 침몰 사고), 최면술사 윤종권(1971년 12월 25일 대연각호텔 화재 사고) 등을 모아 강제로 목숨을 이어 나가려는 조직을 만든다. 그러나 산모 살해 도중 권영욱이 저승사자 양성식 형사에 의해 붙잡혀가고 박태민은 계속 자신들의 사건을 방해해 실패로 만드는 방해자들을 제거하려고 계획을 바꾼다. 박태민과 그 일당이 한 지하철역에 나타나자 곧 전 타이밍의 주인공 박자기와 백기형이 나타난다.
2부 포지션
안전한 장소를 찾을 수 있는 능력을 가진 김구현은 여러 번 죽을 고비를 안전히 넘긴 뒤 인도네시아로 출장을 가게된다. 그리고 인도네시아 반다아체에서 아즈라히라는 여자를 만나 사귀며 2004년 12월 26일에 벌어진 인도네시아 쓰나미에서 아즈라히를 지켜낸다. 그리고 김구현은 아즈라히와 결혼하여 아즈라히는 아이를 임신하게 된다. 그러나 그 아이가 어게인 조직의 두목 박태민과 연결되어 있어 연쇄살인범 권영욱이 여러 번 아즈라히를 노려 죽이려 하지만 남편 김구현의 도움으로 죽을 고비를 여러 번 넘긴다. 결국 권영욱은 김구현이 없는 사이 아즈라히를 죽이려 하지만 양성식 형사의 등장으로 실패한다.
3부 메신져
지하철역에서 김구현 부부를 잠깐 본 박태민은 윤종권에게 목표물이 벗어났다는 연락을 하고 결국 예정되었던 조산원 폭파 계획은 실패한다. 그리고 양성식 형사는 권영욱을 풀어주고 뒤쫓아 박태민이 있는 어게인 조직의 본부까지 침투해 박태민을 발견해 어게인에 대한 모든 사실을 알게 되지만 박태민과 권영욱의 갑작스런 공격으로 부상을 당해 경찰서로 돌아온다. 양성식 형사는 어게인 조직이 벌인 사건들을 조사하면서 그 사건들이 산모 살해를 감추기 위한 대형 참사라는 것과 누군가 자신을 도와준다는 사실을 알게 된다. 그리고 최근에 일어난 조산원 폭발 사건에 대한 비밀을 알기 위해 김구현과 아즈라히 부부를 찾아간다. 김구현에게 아내 곁은 떠나지 말라는 말을 남기고 떠난 양형사는 국립과학수사연구소에서 사건 목록을 뒤져 박태민이 와우 아파트 붕괴사고로 태어난 어게인이라는 것을 알게 된다. 그리고 나가는 길에 박자기와 백기형을 만난다. 그리고 여러 곳에서 김영탁, 장세윤, 강민혁 등 전 타이밍의 시간 능력자들이 나타나기 시작한다.
4부 타이머
지하철역 근처 조산원에서 폭발이 일어나는 꿈을 꾼 박자기는 백기형과 함께 조산원으로 달려가 임산부들을 대피시킨다. 그러던 중 윤종권의 최면에 걸려 불이 지르려고 하던 한 아주머니를 만난다. 박자기가 중지하도록 설득하려 하지만 방심한 사이 불이 일어나 조산원이 폭발하고 박자기와 백기형은 아주머니를 데리고 겨우 탈출한다. 이때 박태민이 그 둘을 발견해 핸드폰으로 사진을 찍어 홍철호, 윤종권, 나성윤, 권영욱에게 보낸다. 양성식 형사를 만난 박자기와 백기형은 그 동안의 일들과 어게인 조직에 대해 서로 이야기를 나누고 산모들을 지키기 위해 시간 능력자들을 찾는다. 그러나 백기형은 조폭 홍철호와 그 일당에게 죽을 뻔 하다가 김영탁에 의해 겨우 살아 조폭들을 따돌리고 박자기는 장세윤을 만나지만 권영욱과 나성윤에게 죽을 뻔 하다가 다시 백기형과 김영탁의 도움으로 살아난다. 그리고 4명은 모여 그 동안 있었던 일에 대해 이야기를 나누고 어게인들을 막으려한다.
5부 크래쉬
윤종권이 여러 사람에게 최면을 걸어 김구현과 아즈라히를 죽이러 가지만 양형사가 모두 막아낸다. 그는 박자기선생에게 아즈라히는 쌍둥이를 임신했으며, 김구현이 어게인이고 김구현은 자신의 아이를 죽여야 살수 있다는 얘기를 꺼내며, 동시에 그것을 막을 수 없고 오직 볼 수밖에 없는 자신의 능력을 저주한다. 출산일 날, 아즈라히와 김구현은 산부인과로 온다. 그러나 그 산부인과는 미리 부부에게 접근하는 데 성공한 어게인 김경학의 병원이었고 이윽고 다른 어게인들도 도착한다. 속은 것을 알게 된 양형사는 시간능력자들을 부르고 박자기는 강민혁을 설득하는 데 성공한다. 먼저 병원에 도착한 양형사는 홍철호와 싸우게 되고 김구현은 윤종권에 의해 최면으로 자신의 전생을 보게되고 결국 김구현은 결국 윤종권을 쓰러뜨리고 어게인들을 막기로 결심한다. 그사이 박태민은 신생아들을 인질로 삼아 양성식 형사를 꼼짝 못하게 만들고 그 사이 홍철호가 양성식 형사를 기절시킨다.
6부 메멘토
싸움 중 양성식 형사에 의해 박태민과 김구현이 전생에 형제이고 죽기전 능력을 넘겨받을 수 있다는 것을 안 홍철호는 박태민을 쓰러뜨리고 능력을 넘겨달라고 협박한다. 그러나 박태민은 이미 김구현에게 능력을 넘긴 후였고 홍철호가 가두어두었던 양성식 형사와 김구현은 탈출한다. 한편 박자기, 장세윤, 백기형, 김영탁이 도착하고 백기형과 김영탁은 위층으로 올라가기 위해 엘리베이터를 탄다. 그들은 나성윤이 설치해 둔 폭탄으로 살해당할 뻔 하지만, 뒤늦게 도착한 강민혁이 여러 번 시간을 돌려 살려내는 데 성공한다. 대기실에 있던 권영욱과 나성윤이 이를 눈치채고 직접 그들을 처리하러 가려 하지만 곧 양성식 형사에 의해 제압당하고 윤종권은 백기형, 홍철호와 김경학은 김구현이 제압한다. 그리고 전에 박자기가 어게인들과 연결된 아기들의 연결고리를 끊기 위해 어게인들의 자살과 동시에 영탁이에게 타임스톱을 시킨다. 그리하여 김구현은 어게인들 모두를 엘리베이터에 가두고 폭탄으로 함께 자폭한다. 그리고 영탁이가 10개월간 시간을멈추고 다시 풀자 강민혁이 10초뒤로 돌리고 김구현은 살아난다 그리고 나머지 어게인들은 다죽고 각자의 갈길을간다.

## 후기
강풀은 어게인 후기에서 당초 어게인을 타이밍 시즌2으로 연재하려고 했으나 수년에 걸쳐서 타이머들을 주인공으로 타이밍의 시즌제를 계획하고, 어게인은 전작 외에 새로운 인물들을 더해 외전으로 만들기로 결정했다고 밝혔다. 이에 어게인은 타이밍의 외전으로 연재됐고, 앞으로 타이밍을 수년에 걸쳐 시즌제로 연재할 계획이다.